# Passion, Pain & Pleasure
Passion, Pain & Pleasure jest czwartym albumem studyjnym amerykańskiego wokalisty R&B Treya Songza, wydany 14 września 2010 roku. Produkcja krążka trwała od marca do lipca 2010 roku.
Album, dzięki sprzedaży 240,000 kopii w ciągu pierwszego tygodnia, zadebiutował na miejscu 2 notowania Billboard 200. Jako single pojawiły się piosenki: "Can't Be Friends" oraz "Bottoms Up" nagrany z raperką Nicki Minaj. Passion, Pain and Pleasure zyskał przychylne recenzje od krytyków. Songz promował płytę w czasie swojej letniej trasy z koncertowej wraz z piosenkarką R&B Monicą.